# Thanong Bidaya

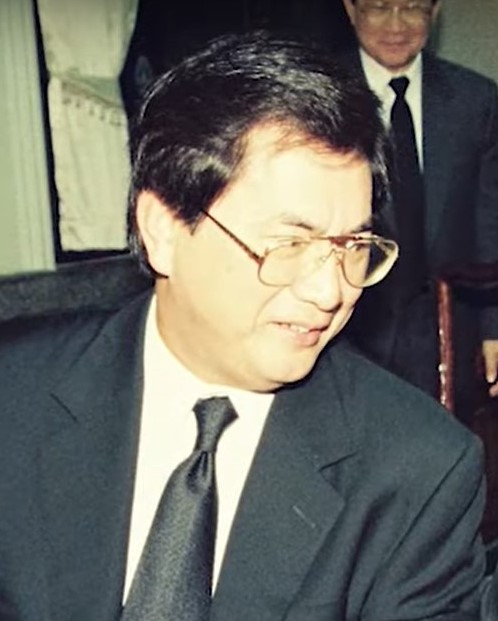
Thanong Bidaya

Thanong Bidaya (ausgesprochen Thanong Phithaya, Thai: ทนง  พิทยะ; * 28. Juli 1947 in der Provinz Suphan Buri, Thailand; gebürtig Thanong Lamyai – ทนง ลำไย ) war Finanzminister von Thailand. Er ist Mitglied der Partei Thai Rak Thai (TRT).

## Leben
1965 war er für die japanische Regierung tätig. Zugleich studierte er Wirtschaft an der Yokohama Universität in Japan. Dort erhielt er 1970 seinen Bachelor und ein Jahr darauf konnte er seinen Master an der Northwestern University in Illinois erwerben. In Illinois erhielt er 1978 seinen Ph. D. Zugleich war er ab 1971 für die Ford Foundation aktiv. Am 21. Juni 1997 wurde er das erste Mal Finanzminister von Thailand, blieb es aber nur bis zum 24. Oktober desselben Jahres. 2002 bis 2005 war er Chairman der Thai Airways International.  2004 erhielt er die Ehrendoktorwürde der Universität Yokohama. Am 1. August 2005 wurde er erneut Finanzminister. In dieser Position verblieb er bis zum Militärputsch am 19. September 2006.